# Joanne Dru
Joanne Letitia LaCock (ur. 31 stycznia 1922 w Logan, zm. 10 września 1996 w Beverly Hills) – amerykańska aktorka.